# مارك تود (لاعب كرة قدم)
مارك تود (بالإنجليزية: Mark Todd)‏ هو لاعب كرة قدم بريطاني في مركز الوسط، ولد في 4 ديسمبر 1967 في بلفاست في المملكة المتحدة. شارك مع منتخب أيرلندا الشمالية تحت 23 سنة لكرة القدم. أما مع النوادي، فقد لعب مع شيفيلد يونايتد ومانشستر يونايتد ونادي تلفورد يونايتد ونادي روذرهام يونايتد ونادي ستاليبريدج سيلتيك ونادي سكاربورو ونادي مانسفيلد تاون ووولفرهامبتون واندررز.